# Selección de fútbol sub-17 de Reunión
La Selección de fútbol sub-17 de Reunión es el equipo que representa al país en el Campeonato Africano Sub-17; y es controlado por la Liga de Fútbol de Reunión. Al no ser miembro de FIFA, no puede participar en el Mundial Sub-17.

## Participaciones

### Campeonato Africano Sub-17
| CAF U-17 Championship | CAF U-17 Championship | CAF U-17 Championship | CAF U-17 Championship | CAF U-17 Championship | CAF U-17 Championship | CAF U-17 Championship | CAF U-17 Championship |
| Año                   | Ronda                 | J                     | G                     | E                     | P                     | GF                    | GC                    |
| --------------------- | --------------------- | --------------------- | --------------------- | --------------------- | --------------------- | --------------------- | --------------------- |
| 1995                  | No participó          | No participó          | No participó          | No participó          | No participó          | No participó          | No participó          |
| 1997                  | No participó          | No participó          | No participó          | No participó          | No participó          | No participó          | No participó          |
| 1999                  | No participó          | No participó          | No participó          | No participó          | No participó          | No participó          | No participó          |
| 2001                  | No participó          | No participó          | No participó          | No participó          | No participó          | No participó          | No participó          |
| 2003                  | No participó          | No participó          | No participó          | No participó          | No participó          | No participó          | No participó          |
| 2005                  | No participó          | No participó          | No participó          | No participó          | No participó          | No participó          | No participó          |
| 2007                  | No clasificó          | No clasificó          | No clasificó          | No clasificó          | No clasificó          | No clasificó          | No clasificó          |
| 2009                  | No clasificó          | No clasificó          | No clasificó          | No clasificó          | No clasificó          | No clasificó          | No clasificó          |
| 2011                  | No clasificó          | No clasificó          | No clasificó          | No clasificó          | No clasificó          | No clasificó          | No clasificó          |
| 2013                  | Abandonó el torneo    | Abandonó el torneo    | Abandonó el torneo    | Abandonó el torneo    | Abandonó el torneo    | Abandonó el torneo    | Abandonó el torneo    |
| 2015                  | No participó          | No participó          | No participó          | No participó          | No participó          | No participó          | No participó          |
| 2017                  | Por disputarse        | Por disputarse        | Por disputarse        | Por disputarse        | Por disputarse        | Por disputarse        | Por disputarse        |
| 2019                  | Por disputarse        | Por disputarse        | Por disputarse        | Por disputarse        | Por disputarse        | Por disputarse        | Por disputarse        |
| Total                 | 0/10                  | -                     | -                     | -                     | -                     | -                     | -                     |